# Anna Arena
Anna Ines Arena (Quiliano, 21 maggio 1919 – Jesolo, 19 agosto 1974) è stata un'attrice italiana.

## Biografia
Esordì come attrice di teatro, in compagnie locali. Nel 1941, grazie alla segnalazione della rivista Cinema, fece il suo ingresso nell'ambiente cinematografico, interpretando una piccola parte in C'è un fantasma nel castello, un film di carattere comico-sentimentale, girato da Giorgio Simonelli. Pur partecipando a numerosi film, rimase un'attrice di secondo piano, impegnata perlopiù in particine di scarso rilievo, in film quasi sempre di argomento leggero.
Unica eccezione la sua partecipazione, in un ruolo secondario, ne Il bell'Antonio, diretto nel 1960 da Mauro Bolognini e tratto dall'omonimo romanzo di Vitaliano Brancati, alla cui sceneggiatura lavorò anche Pier Paolo Pasolini.
L'attore Maurizio Arena (all'anagrafe "Maurizio Di Lorenzo") scelse il suo pseudonimo in omaggio all'attrice, a cui fu legato sentimentalmente per qualche anno, nonostante la forte differenza d'età.

## Filmografia
- C'è un fantasma nel castello, regia di Giorgio Simonelli (1942)
- L'ultimo addio, regia di Ferruccio Cerio (1942)
- Bengasi, regia di Augusto Genina (1942)
- Don Giovanni, regia di Dino Falconi (1942)
- Gelosia, regia di Ferdinando Maria Poggioli (1942)
- Senza una donna, regia di Alfredo Guarini (1943)
- Aeroporto, regia di Piero Costa (1944)
- Carmen, regia di Christian-Jaque (1945)
- Fantasmi del mare, regia di Francesco De Robertis (1948)
- 47 morto che parla, regia di Carlo Ludovico Bragaglia  (1950)
- Vacanze col gangster, regia di Dino Risi (1951)
- Bellezze a Capri, regia di Adelchi Bianchi (1951)
- Auguri e figli maschi!, regia di Giorgio Simonelli (1951)
- Quo vadis, regia di Mervyn LeRoy (1951)
- È arrivato l'accordatore, regia di Duilio Coletti (1952)
- Il sogno di Zorro, regia di Mario Soldati (1952)
- Siamo tutti inquilini, regia di Mario Mattoli (1953)
- Canzoni a due voci, regia di Gianni Vernuccio (1953)
- La lupa, regia di Alberto Lattuada  (1953)
- Piscatore 'e Pusilleco, regia di Giorgio Capitani (1954)
- L'orfana del ghetto, regia di Carlo Campogalliani (1954)
- La nave delle donne maledette, regia di Raffaello Matarazzo (1954)
- Femmina, regia di Marc Allégret (1954)
- I cavalieri dell'illusione, regia di Marc Allégret (1954)
- In amore si pecca in due, regia di Vittorio Cottafavi (1954)
- Pane, amore e gelosia, regia di Luigi Comencini (1954)
- La rossa, regia di Luigi Capuano (1955)
- Tua per la vita, regia di Sergio Grieco (1955)
- La legge, regia di Jules Dassin (1959)
- La scimitarra del Saraceno, regia di Piero Pierotti (1959)
- Il bell'Antonio, regia di Mauro Bolognini (1960)
- Le avventure di Mary Read, regia di Umberto Lenzi (1961)
- Sansone contro il corsaro nero, regia di Luigi Capuano (1964)
- Ercole contro Roma, regia di Piero Pierotti (1964)